# Pino Rauti
Giuseppe Umberto Rauti, mais conhecido como Pino Rauti (Cardinale, 19 de novembro de 1926 - Roma, 2 de novembro de 2012) foi um político neofascista italiano.
Tendo aderido ao exército italiano com dezessete anos de idade, Rauti foi capturado pelos britânicos em 1945 e logo após a sua fuga da prisão foi capturado pelos franceses. Ele retornou à Itália em 1946 e aderiu ao Movimento Social Italiano (MSI), tornando-se militante com Julius Evola e Giorgio Almirante. Porém, Rauti ficara desiludido com o partido após a indicação de Giovanni Gronchi para a candidatura a presidência e do Premiêr Giuseppe Pella em 1956 e se separou do partido, mas retornou ao MSI em 1969 quando o partido Ordine Nuovo (ON) no qual ele era filiado foi dissolvido. Em 1972 Rauti foi chamado a julgamento em Treviso por seu suposto envolvimento numa série de atentados terrosristas. Foi absolvido do envolvimento e sua liderança dentro do MSI aumentou devido a esse episódio. Em 1990 foi eleito secretário do MSI. Rauti manteve uma dura liderança no cargo até 1995 quando declarou a dissolução do MSI e, em seu lugar, o nascimento da Alleanza Nazionale (Aliança Nacional).
Morreu em Roma, aos 85 anos de idade.